# ストライダ

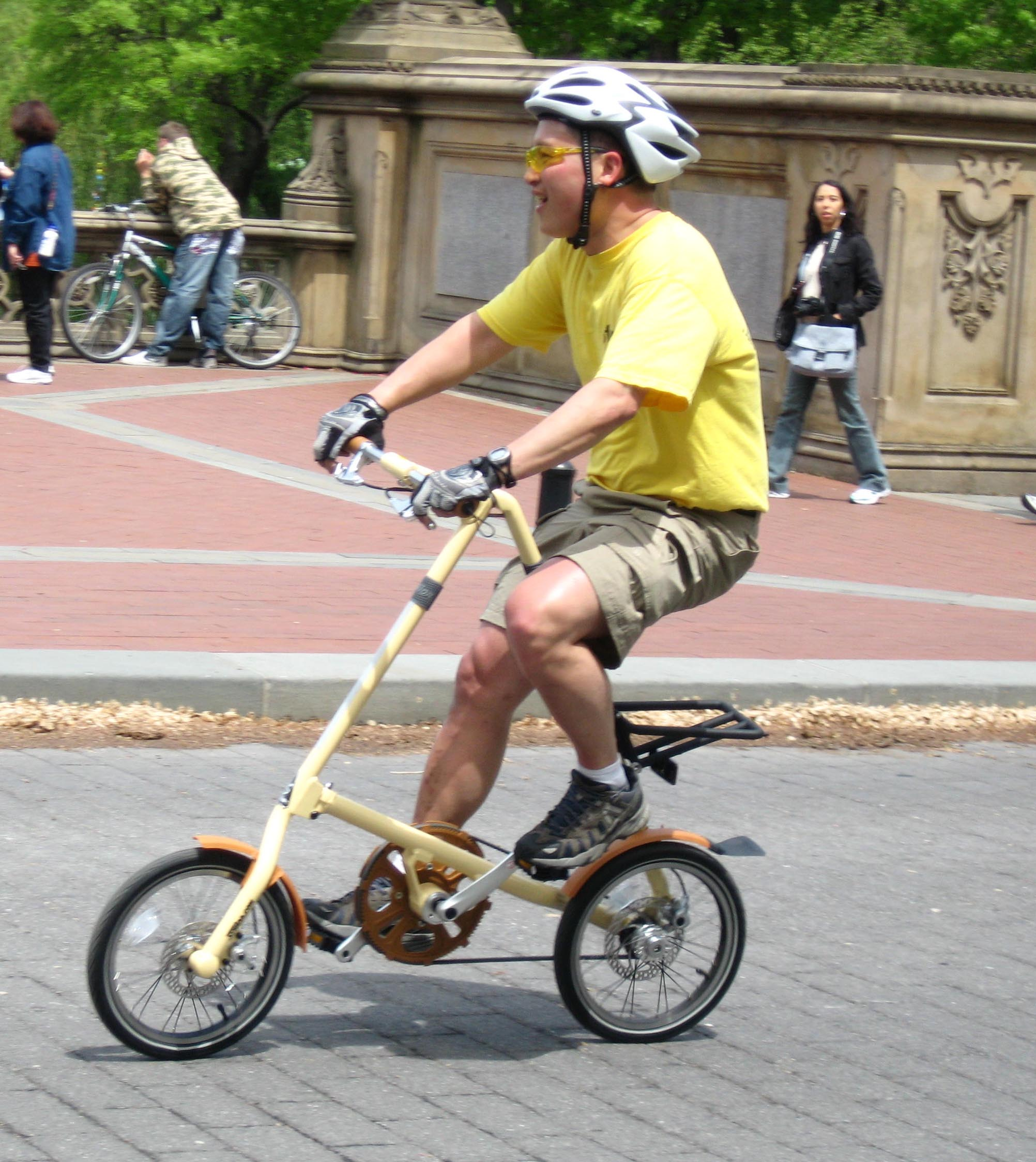
乗車した状態

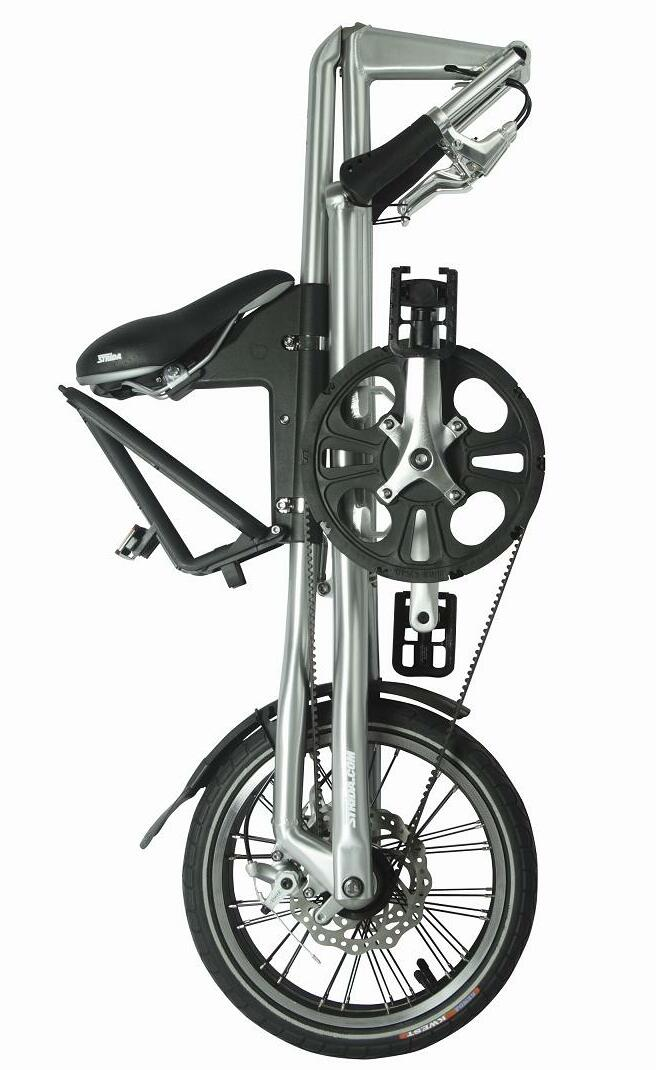
折り畳んだ状態（ストライダ 5）

ストライダ（STRIDA）は独特のフレームに小径タイヤを履いたベルト駆動の折り畳み自転車。

## 概要
1987年にイギリスで機械技師だったマーク・サンダースは既製品としての自転車の姿にとらわれないコンパクトな乗り物を考案。トライアングル（三角）フレームと簡単に素早く行える折り畳める機能・デザインが特徴とされる。
2010年現在はMING CYCLE（台湾）の標章となっている。日本の総代理店はGSジャパン株式会社。

## 車種

### MK1
1989年からSTRIDA UKが生産。ボディカラーは黒。
リフレクターが円形で前後に装備されている。
駐輪用のスタンドが標準装備されている。
1992年に生産を中止。

### MK2
1998年~2000年Roland Plastics社が生産。ボディカラーはシルバー。
フレームサイズがアップ。
2000年~2002年にMK2.5と呼ばれる車種も生産されている。（MK2から若干の改良が行われBikelink International社が生産）

### MK3
2002年~2007年MING CYCLE社が生産。
ステム角がつけられたり、樹脂製ホイールから金属ホイールに変更される等、MK1と比べると大きく改良がされている。

日本で販売されている代表的な車種を挙げると
- ストライダ3.3（標準仕様）
- ストライダ5.0（ディスクブレーキ仕様）
- ストライダLT（5.0にプラスティック・ホイール）
- ストライダSX（18インチ仕様）
- ストライダmini（14インチ仕様、日本の正規代理店では取り扱いをしていない）
- ストライダSD（16/18インチ、2段変速仕様、日本の正規代理店では取り扱いをしていない）
- ストライダEVO（16/18インチ、3段変速仕様）

## 車体
ストライダのフレームは大まかに3本のアルミニウム合金のパイプで構成されており車体重量は約10kgと比較的軽い。
折り畳み時は3本のパイプが平行して束ねられた形になり、展開するとアルファベットのAに似た形になる。
折り畳んだままスーツケースのように転がして移動する事が可能。
折り畳みに要する時間は慣れた人が行うと10秒で可能とされており、従来の折り畳み自転車と比べても圧倒的に早く行う事ができる。
以上の事から輪行に適しているといえる。
耐重量に関しては「乗員の体重は100kg以上の方はご遠慮ください」と取り扱い説明書に明記されている。
身長は150cm以上推奨とされている。ストライダ mini（14インチ）は身長140cm以上推奨となっている。

## 駆動
ストライダは駆動伝達にケブラーベルトを使用しており静かな走りが可能である。
これによりチェーンに油を注すメンテナンスが必要でない。またズボンの裾が油で汚れる事も無い。
初号機で見られたベルトの歯飛び等のトラブルはバージョンアップ毎に改善されている。
基本的に変速機構は備わっておらずシングルスピード車といえる。
ストライダEVOは3段変速機構を装備し、クランクを逆回転することによって変速を行う。
日本国外では2段変速機構が装備されたストライダも売られている。

## 走行
小径タイヤを履いている為漕ぎ出しが軽い。坂が少なく信号が多い市街地を走るのに向いている。
変速機構は備わっていないモデルは坂道は苦手である。3シリーズ以前のモデルは、搭乗者の体重によっては、急勾配の上り坂はベルトが歯飛びして登れない場合がある。5シリーズ等、新しいモデルはベルトの歯飛び防止用のベアリングがリアプーリー付近に付いておりこの問題を解消した。
ハンドルの軸とフロントタイヤの軸がずれている事から操縦感覚は特異なものになっており安全に走行する為にはある程度の練習が必要。
時速は20km/h弱で走るのが一般的。